# San Cristóbal y Nieves en los Juegos Panamericanos Junior de 2021
San Cristóbal y Nieves compitió en los Juegos Panamericanos Junior 2021 en Cali-Valle, Colombia del 29 de noviembre al 2 de diciembre de 2021.
El equipo sancristobaleño fue compuesto por tres atletas (un hombre y dos mujeres) que compitieron en dos deportes (atletismo y tenis), fue nombrado oficialmente el 19 de noviembre de 2021. El equipo ganó una medalla de plata en la prueba de 100 metros femenino.

## Medallistas
| Medalla          | Nombre      | Deporte   | Evento        | Fecha          |
| ---------------- | ----------- | --------- | ------------- | -------------- |
| Medalla de plata | Amya Clarke | Atletismo | 100m femenino | 1 de diciembre |

| Deporte   |   |   |   | Total |
| Atletismo | 0 | 1 | 0 | 1     |

## Competidores
La siguiente es la lista del número de competidores (por género) que participaron en los juegos por deporte/disciplina.
| Deporte   | Hombres | Mujer | Total |
| --------- | ------- | ----- | ----- |
| Atletismo | 1       | 1     | 2     |
| Tenis     | 0       | 1     | 1     |
| Total     | 1       | 2     | 3     |

## Atletismo
San Cristóbal y Nieves clasificó a dos atletas (un hombre y una mujer)
Masculino
- Tah'j Liburd - 400 m

Femenino
- Amya Clarke - 100 m

## Tenis
San Cristóbal y Nieves clasificó a una atleta de tenis femenina.
Femenino
- Arina Volitova